# Gigant (motorfiets)
Gigant is een Oostenrijks historisch merk van motorfietsen.
De bedrijfsnaam was: Motorradbau Johann Teichert, Wein.
Teichert bouwde van 1934 tot 1936 goede, lichtgroene 498- en 598cc-eencilinder-kopkleppers en 746cc-V-twin-zijkleppers, alle met JAP-motor. Voor baansporten had Gigant 348- en 498cc-motoren met Husqvarna-kopklepmotoren. De Oostenrijkse coureur Martin Schneeweiß haalde veel van zijn overwinningen met Gigant-motorfietsen.